# Evapotranspiració

Diagrama de zones ecològiques considerant les magnituds de precipitació i evapotranspiració.

L'evapotranspiració (ET) és la suma de l'evaporació i la transpiració vegetal des de la superfície del sòl cap a l'atmosfera terrestre. L'evapotranspiració és part important del cicle de l'aigua. L'evapotranspiració potencial (ETP) és la representació de la demanda medioambiental d'evapotranspiració i representa la taxa d'evapotranspiració d'una vegetació densa baixa, homogènia i amb suficient aigua per a no limitar el seu creixement, és a dir que cobreix completament el sòl, amb un pes uniforme i suficientement proveïda d'aigua (un exemple seria un camp d'alfals en regadiu o en un clima prou humit al llarg de l'any). És un reflex de l'energia disponible per evaporar l'aigua i del vent disponible per transportar el vapor d'aigua des de la terra fins a les capes baixes de l'atmosfera. L'evapotranspiració és la mateixa que l'evapotranspiració potencial quan hi ha prou aigua. En canvi si hi ha secada l'evapotranspiració real serà inferior a la potencial, ja que no es pot evaporar l'aigua de què no es disposa. La mitjana anual d'ETP sovint es compara amb la mitjana anual de precipitació, P. La raó de les dues, P/ETP, és l'índex d'aridesa. La diferència entre ETP i precipitació, publicades per organismes oficials, s'utilitza per a programar la irrigació.

## Evapotranspiració i cicle de l'aigua
L'evapotranspiració és una pèrdua d'aigua significativa de la superfície de la terra. Segons els tipus de vegetació i de conreus l'evapotranspiració serà major o menor. Les plantes herbàcies, amb arrels menys fondes, transpiren menys que les llenyoses. Les coníferes transpiren més que els arbres de fulla caduca (per unitat de superfície de fulla). Ja que les seves fulles aciculars tenen més superfície, i més porus per transpirar, a més de captar gotetes d'aigua que també s'acaben evaporant. Els factors que influeixen en l'evapotranspiració són: etapa de creixement de les plantes, percentatge de cobriment del terra, radiació solar, humitat, temperatura, i vent. L'evapotranspiració mai pot ser més gran que l'evapotranspiració potencial, però pot ser més petita si no hi ha prou aigua per evaporar o les plantes són incapaces de transpirar.

## Estimació de l'evapotranspiració
Hi ha diversos mètodes:
- Mètodes indirectes que utilitzen fórmules matemàtiques, la més coneguda i utilitzada de les quals és la del mètode Penman
- Mètodes directes: Per calcular l'evapotranspiració real es fa ús d'uns dispositius anomenats lisímetres que consisteixen a tenir una parcel·la de terra conreada sobre una bàscula de precisió de grans dimensions. Amb això s'aconsegueix mesurar les pèrdues de pes que, amb les degudes correccions, es consideren pèrdues d'aigua per evapotranspiració.

## Exemples d'evapotranspiració anual[2]
- Països Catalans: A les estacions del litoral els màxims es presenten al sud (Alacant 904 litres) i descendeixen cap al nord (València 872 litres, Castelló de la Plana 862 litres, Tarragona 808 litres). Palma (849) i Barcelona (839) tenen evapotransporacions anuals molt similars malgrat estar Barcelona força més cap al nord per l'efecte de l'illa de calor de Barcelona.
- Resta del món: Els màxims es produeixen al Sahel africà i a zones de similar latitud com el Sudan o Iemen. Tombuctú presenta una evapotranspiració anual de 1.800 litres (els mesos d'estiu superen els 30 °C de temperatura mitjana). Els mínims mundials són a la tundra amb per exemple Màlie Karmakuli a Nova Terra a amb 427 litres, ja que només hi ha evapotranspiració en els 4 mesos amb temperatures mitjanes positives. Per tant, en les superfícies glaçades tot l'any i amb temperatures mitjanes sempre negatives no hi ha evapotranspiració. Els deserts tenen una ETP variable segons siguin deserts freds o càlids, per exemple Palmira a Síria té una evapotranspiració anual de 1039. En l'estepa freda com a Ulan Bator a Mongòlia l'ETP també és reduïda, 451 litres, tot i això hi ha un dèficit d'aigua, ja que la pluja anual és inferior a l'ETP (al voltant dels 300 litres).